# Kraśniczyn (gmina)
Kraśniczyn (1877–1954 gmina Czajki) – gmina wiejska w województwie lubelskim, w powiecie krasnostawskim. W latach 1975–1998 gmina położona była w województwie chełmskim.
Siedziba gminy to Kraśniczyn.
Według danych z 30 czerwca 2004 gminę zamieszkiwały 4383 osoby.

## Ochrona przyrody
Na obszarze gminy znajduje się rezerwat przyrody Głęboka Dolina chroniący rozcięcia erozyjne w postaci dolin z wąwozami oraz lasów jaworowo-dębowych z bukiem występującym na granicy zasięgu.

## Struktura powierzchni
Według danych z roku 2002 gmina Kraśniczyn ma obszar 110,02 km², w tym:
- użytki rolne: 73%
- użytki leśne: 20%

Gmina stanowi 9,67% powierzchni powiatu.

## Demografia

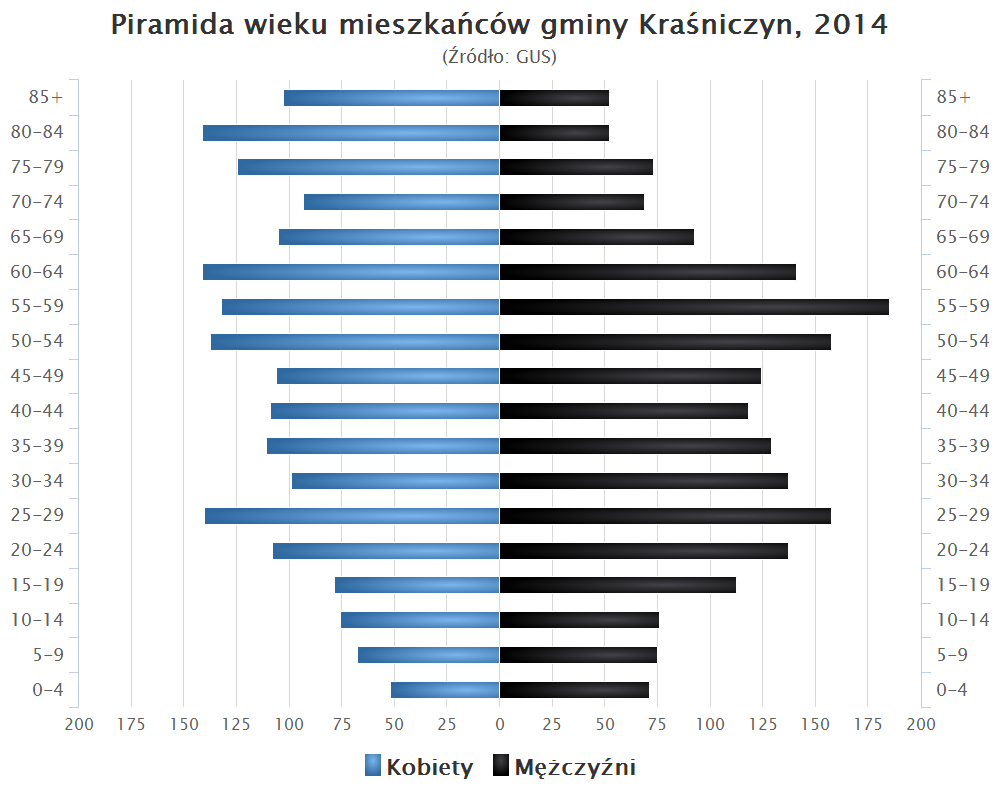
Piramida wieku mieszkańców gminy Kraśniczyn w 2014 roku

Dane z 30 czerwca 2004:
| Opis                              | Ogółem | Ogółem | Kobiety | Kobiety | Mężczyźni | Mężczyźni |
| --------------------------------- | ------ | ------ | ------- | ------- | --------- | --------- |
| jednostka                         | osób   | %      | osób    | %       | osób      | %         |
| populacja                         | 4383   | 100    | 2207    | 50,4    | 2176      | 49,6      |
| gęstość zaludnienia (mieszk./km²) | 39,8   | 39,8   | 20,1    | 20,1    | 19,8      | 19,8      |

## Sołectwa
Anielpol, Bończa, Bończa-Kolonia, Brzeziny, Chełmiec, Czajki, Drewniki, Franciszków, Kraśniczyn, Łukaszówka, Majdan Surhowski, Olszanka, Stara Wieś, Surhów, Surhów-Kolonia, Wolica, Wólka Kraśniczyńska, Zalesie, Zastawie, Żułów.
Bez statusu sołectwa są Pniaki. 

## Sąsiednie gminy
Grabowiec, Izbica, Krasnystaw, Leśniowice, Skierbieszów, Siennica Różana, Wojsławice

## Szlak turystyczny
- – Szlak Ariański